# Louis Charles Antoine Desaix
Louis Charles Antoine Desaix, chevalier de Veygoux, (* 17. August 1768 in Saint-Hilaire d’Ayat, heute Ayat-sur-Sioule, Auvergne; † 14. Juni 1800 bei Marengo) war ein französischer Général de division, der sich vor allem bei der Rheinarmee und in Ägypten auszeichnete. Seinem Eingreifen in der Schlacht bei Marengo, in der er am 14. Juni 1800 fiel, verdankte Napoleon – neben Kellermanns Kavallerieattacke – seinen Sieg über die Österreicher.

## Leben

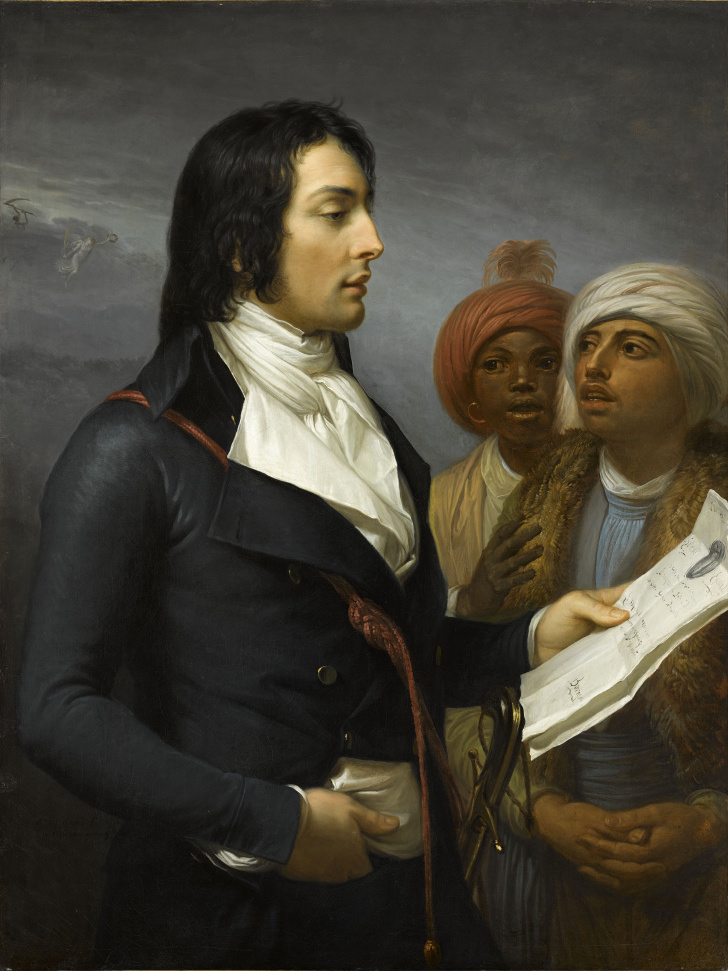
General Desaix

Desaix, Sohn des Gilbert-Antoine des Aix, chevalier, seigneur de Veygoux, und der Amable de Beaufranchet, entstammte einer altadligen Familie aus der Auvergne. Er wuchs mit seinen Geschwistern auf dem elterlichen Landgut von Veygoux auf und trat mit sieben Jahren in die Königliche Militärschule von Effiat ein. Im Alter von 15 Jahren ging er gegen den Willen seiner Familie als Sous-lieutenant in das Régiment de Bretagne ein und wurde 1791 zum Adjutanten des Generals de Broglie ernannt, dessen Sturz ihn fast mitgerissen hätte.
Den ursprünglichen Ideen der französischen Revolution von Herzen zugetan, missbilligte er die Gräuel des 10. August 1792 und die Schreckensherrschaft, blieb aber in Frankreich. 1792 mit seinem Regiment in das Elsass zur Rheinarmee beordert, tat er sich durch Tapferkeit und Umsicht hervor. 1793 wegen mutiger Verteidigung der Weißenburger Linien gegen die Österreicher zum Général de brigade befördert, besetzte er am 30. Dezember 1793 in der Zweiten Schlacht bei Weißenburg Lauterbourg. 1794 befehligte er als Général de division den rechten Flügel der Rheinarmee unter General Claude Michaud, kämpfte mit Auszeichnung bei Kaiserslautern und nahm an der Belagerung von Mainz teil, nach deren Aufhebung er mit der Vorhut den Rückzug nach Landau und Pirmasens deckte.
1796 verteidigte er nach Jean-Victor Moreaus Rückzug den Brückenkopf von Kehl und übergab ihn erst nach hartnäckigem Kampf mit dem Erzherzog Karl am 9. Januar 1797 den Österreichern – unter der Bedingung freien Abzugs mit allen militärischen Ehren. Als Moreau den Befehl erhielt, mit seinen Truppen den Rhein abermals zu überschreiten, bewerkstelligte Desaix unter höchst schwierigen Verhältnissen in der Nacht vom 19. zum 20. Januar 1797 gegen feindlichen Widerstand diesen Übergang, wurde aber dabei durch einen Schuss in den Schenkel verwundet.
Nach dem Vorfrieden von Leoben (17. April 1797) ging er nach Italien zu Bonaparte, der ihm für die Expedition nach Ägypten die Führung der Vorhut anvertraute. Bei der Einnahme von Malta eroberte Desaix am 10. Juli 1798 das Fort St.-Julien und kämpfte dann in der Schlacht bei Chebrisseh an den Pyramiden sowie in den Gefechten mit den Mamluken unter Murad Bey Muhammad. Er eroberte mit seinen Truppen den Süden Ägyptens gegen einen an Streitkräften weit überlegenen Feind und gewann durch seine Milde und Gerechtigkeit die Achtung der Einwohner und den ehrenvollen Beinamen „le Sultan juste“, der gerechte Sultan.
Nach der Landung der Engländer und Türken bei Abukir wurde er von Jean-Baptiste Kléber, dem Nachfolger Bonapartes im Oberbefehl, beauftragt, die Konvention von al-Arisch (24. Januar 1800) zu vollziehen. Als er darauf, um den Vertrag der französischen Regierung zu überbringen, am 3. März von Alexandria abreiste, wurde er auf der Reise von einer englischen Fregatte aufgebracht und in Livorno von Admiral George Elphinstone, 1. Viscount Keith einen Monat lang gefangen gehalten.
Nach seiner Befreiung eilte er nach Italien, wo Bonaparte ihm das Kommando der Reserve übergab. Am 14. Juni 1800, als er am Nachmittag an der Spitze einer Division in die wankende Schlachtlinie Bonapartes bei Marengo einrückte und sich den verfolgenden Österreichern entgegenstellte, wurde er von einer Kugel in die Brust tödlich getroffen.
Der Leichnam wurde einbalsamiert und in Mailand beigesetzt. 1804 ließ Napoleon ihn in die Kirche des Hospiz auf dem Grossen St. Bernhard überführen. Bonaparte, der die Absicht gehabt hatte, Desaix durch eine Heirat mit seiner Stieftochter Hortense an sich zu binden, ließ ihm 1805 auf seiner Begräbnisstätte ein Denkmal setzen; ein anderes Denkmal wurde ihm durch Subskription in Paris auf der Place Dauphine (1802–1906, danach in Riom), ein drittes nach einem Staatsbeschluss auf der Place des Victoires errichtet, jedoch bereits 1814 wieder entfernt.

## Ehrungen

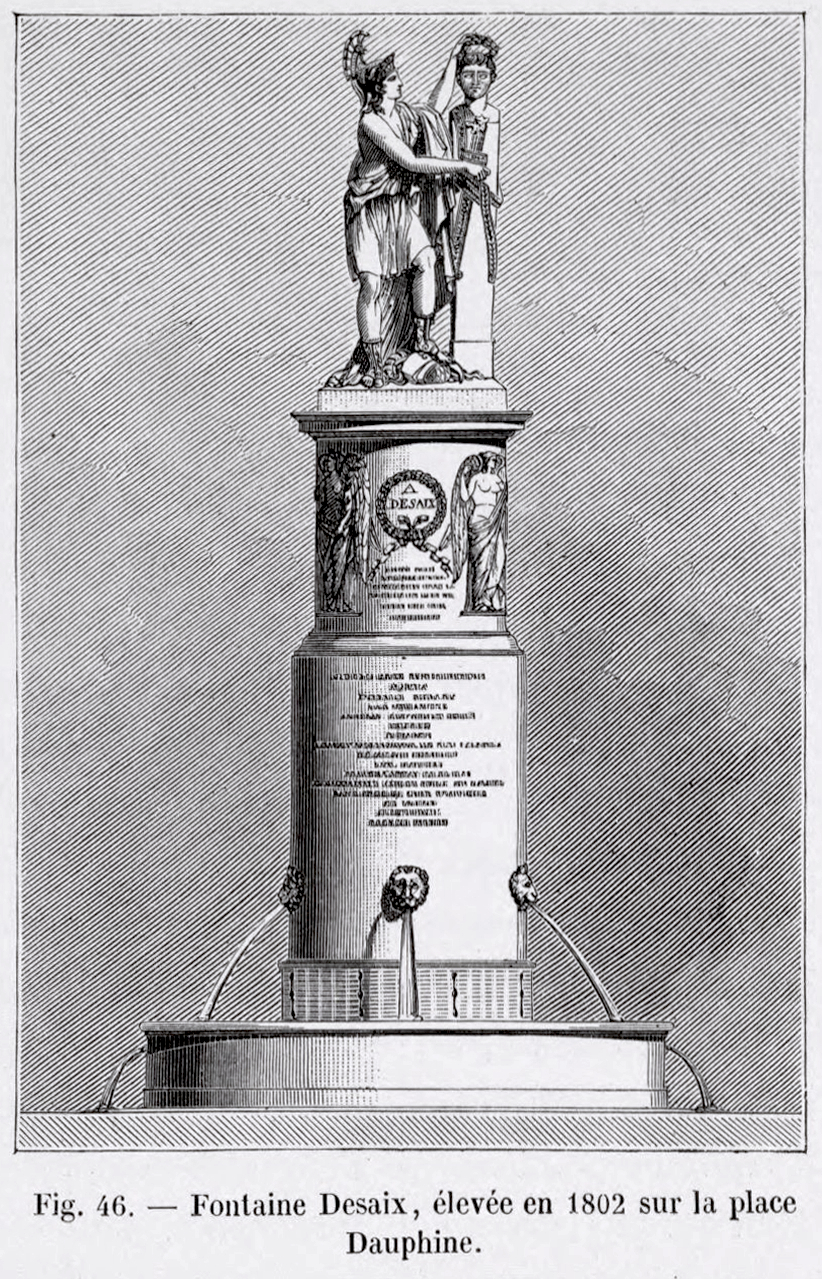
Fontaine Desaix, errichtet im Jahr 1802 auf der Place Dauphine, Lithografie von Féodor Hoffbauer

Sein Name ist am Triumphbogen in Paris in der 23. Spalte eingetragen.
Napoléon ließ zwischen 1800 und 1810 fünf Bronzemedaillen zu Ehren von Desaix prägen: 
1. 1800 zur Erinnerung an seinen Tod,
2. anlässlich der Benennung des Quai Desaix an der Pariser Seine (heute Quai Branly),
3. 1805 erste Medaille zur Errichtung des Grabmals in der Kirche des Klosters Grosser St. Bernhard (Schweiz)
4. 1805 zweite Medaille zur Errichtung des Grabmals in der Kirche des Klosters Grosser St. Bernhard (Schweiz)
5. zur Errichtung des Denkmals auf dem Place des Victoires (Paris) [2] > [3]
6. Auf Anweisung von Napoléon wurde im Jahr 1800 das Fort de Bourbon auf Martinique in Fort Desaix umbenannt

Im Jahre 1800 wurde dem General in Straßburg ein Denkmal errichtet, ebenso 1802 auf der Place Dauphine in Paris.